# پستچی

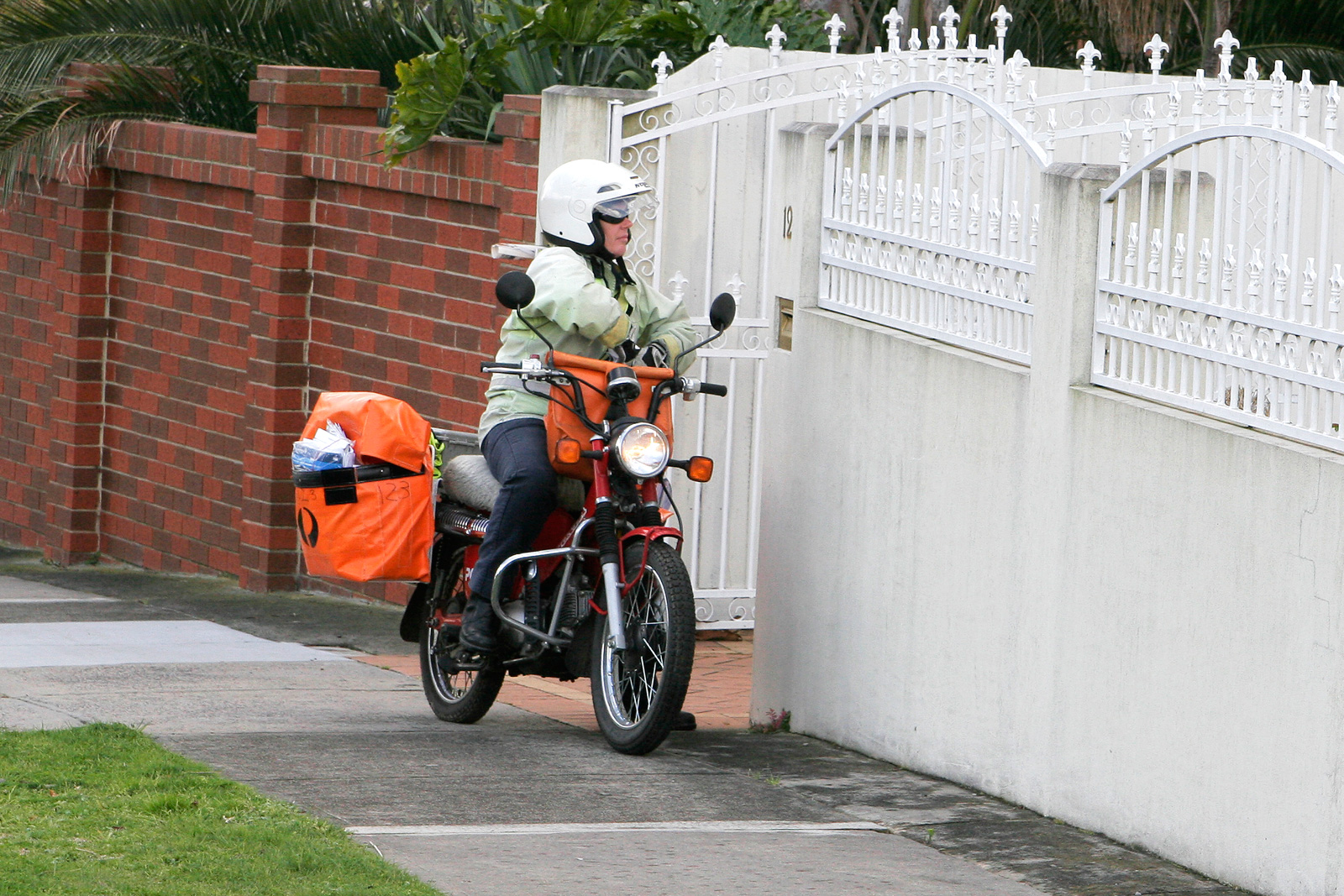
یک پستچی شهر ملبورن همراه با موتورسیکلت اش

پُستچی (نامه‌رسان، پست رسان) کسی است که نامه‌ها و بسته‌های پستی را به افراد و صاحبان مشاغل می‌رساند. پستچی برای ادارهٔ پست کار می‌کند.

## مشارکت زنان
مشارکت زنان در نامه‌رسانی و کار به‌عنوان پُستچی در ایالات متحده از سال اواخر ۱۸۰۰ میلادی آغاز شده‌است. با توجه به آرشیو اداره پست در ایالات متحده، نخستین قرارداد شناخته شده از یک زن برای نقل‌وانتقال نامه در تاریخ ۳ آوریل ۱۸۴۵ ثبت شده‌است. دست کم دو زن، سوزانا ا. برونر در نیویورک و مینی وِستمَن از در اورگان در ۱۸۸۰ میلادی بع‌عنوان پُستچی شناخته شده بودند. مری فیلدز، نخستین زن سیاه‌پوست شاغل در پُست ایالات متحده بود و یک دلیجان را در مونتانا از ۱۸۹۵ تا اوایل ۱۹۰۰ میلادی هدایت می‌کرد.